# Ṷ
Cette page contient des caractères spéciaux ou non latins. S’ils s’affichent mal (▯, ?, etc.), consultez la page d’aide Unicode.
Ṷ (minuscule : ṷ), appelé U accent circonflexe souscrit, est une lettre latine additionnelle.
Il s’agit de la lettre U diacritée d'un accent circonflexe souscrit.

## Utilisation

### Alphabet phonétique ouralique
Dans l’alphabet phonétique ouralique, le ‹ ṷ › est utilisé pour représenter un voyelle ‹ u › rehaussée (l’accent circonflexe souscrit indiquant le rehaussement).

## Représentations informatiques
Le U accent circonflexe souscrit peut être représenté avec les caractères Unicode suivants :
- précomposé (latin étendu additionnel)[1] :

| formes    | représentations | chaînes de caractères | points de code | descriptions                                          |
| --------- | --------------- | --------------------- | -------------- | ----------------------------------------------------- |
| majuscule | Ṷ               | Ṷ                     | U+1E76         | lettre majuscule latine u accent circonflexe souscrit |
| minuscule | ṷ               | ṷ                     | U+1E77         | lettre minuscule latine u accent circonflexe souscrit |

- décomposé (latin de base, diacritiques) :

| formes    | représentations | chaînes de caractères | points de code | descriptions                                                      |
| --------- | --------------- | --------------------- | -------------- | ----------------------------------------------------------------- |
| majuscule | Ṷ               | U◌̭                    | U+0055 U+032D  | lettre majuscule latine u diacritique accent circonflexe souscrit |
| minuscule | ṷ               | u◌̭                    | U+0075 U+032D  | lettre minuscule latine u diacritique accent circonflexe souscrit |